# Brachythecium plicatum
Brachythecium plicatum là một loài rêu trong họ Brachytheciaceae. Loài này được Schleich. ex F. Weber & D. Mohr Schimp. mô tả khoa học đầu tiên năm 1853.